# Bekoa
Bekoa (hebr.: בקוע; pol. Rozłupanie) – moszaw położony w samorządzie regionu Matte Jehuda, w Dystrykcie Jerozolimy, w Izraelu.
Leży w Szefeli, w otoczeniu kibuców Miszmar Dawid, Nahshon i Harel, moszawów Celafon i Tal Szachar, oraz wiosek Karme Josef i Gizo.

## Historia
Pierwotnie w miejscu tym znajdowały się grunty rolne należące do arabskiej wioski Dajr Muhajsin, która została 6 kwietnia 1948 zajęta i całkowicie zniszczona przez siły żydowskiej organizacji paramilitarnej Hagana podczas Wojny domowej w Mandacie Palestyny. Na początku wojny o niepodległość z rejonu zniszczonej wioski rozpoczynała się trasa Drogi Birmańskiej prowadzącej do Jerozolimy z pominięciem arabskich pozycji w rejonie Latrun.
Współczesny moszaw został założony 4 listopada 1952 przez żydowskich imigrantów z Jemenu. Nazwa symbolicznie odnosi się do podziału Jerozolimy po Wojnie o Niepodległość.

## Gospodarka
Gospodarka moszawu opiera się na rolnictwie i sadownictwie. Żydowski Fundusz Narodowy zasadził na północ od moszawu las Ha-Maginim, który jest popularnym terenem wycieczek i rekreacji.

## Komunikacja
Z moszawu wychodzi na południe lokalna droga, którą wjeżdża się na węzeł drogowy drogi ekspresowej nr 3  (Aszkelon-Modi’in-Makkabbim-Re’ut). Na południowy zachód od moszawu znajduje się skrzyżowanie dróg ekspresowych nr 3 z nr 44  (Holon–Eszta’ol).